# Stade Ferenc-Szusza
Le Stade Ferenc-Szusza (en hongrois : Szusza Ferenc Stadion), appelé auparavant Stade de Megyeri út (Megyeri úti stadion), est un stade de football situé à Budapest, accueillant principalement les matchs de l'Újpest Football Club. Le stade, œuvre de l'architecte Alfréd Hajós, est inauguré le 17 septembre 1922. Rénové en 2001, sa capacité est de 13 501 places.
Le stade change de nom en 2003 en l'honneur de Ferenc Szusza, l'un des meilleurs attaquants de l'histoire du football hongrois.

## Histoire
C'est grâce à la générosité de citoyens du quartier d'Újpest et à la participation de plusieurs sociétés que le premier "vrai" stade de Hongrie a été inauguré. En effet, c'est la première fois qu'une enceinte sportive a été qualifiée de "stade" en Hongrie car c'est le premier qui a été construit en béton armé. Près de 20 000 spectateurs pouvaient être accueillis dans cette nouvelle structure. Le match d'ouverture a d'ailleurs presque déjà rempli le stade puisque 15 000 personnes ont assisté à "L'éternel derby", remporté par les violets et blancs 2-1. en 1930.
1945 a été le début d'une nouvelle ère pour le stade de la route de Megyer. D'abord, une inondation a entièrement noyé le site et toutes les parties en bois ont été retirées pour pallier la pénurie due à la guerre. Mais c'est également cette année là que le stade a fait peau neuve. Après une rénovation complète, la capacité du stade est passée à 45 117 places. En 1948, la sélection nationale a obtenu un très important succès (9-0) face à la Roumanie. Après cette rencontre, le Megyeri úti Stadion est devenu le stade national, domicile de l'équipe de Hongrie jusqu'à la construction du Népstadion en 1953. C'est entre-temps que des records d'affluence ont été battus : d'abord pour une rencontre internationale avec près de 50 000 spectateurs lors de trois rencontres puis pour un match d'Újpest avec 40 000 personnes qui se sont massées face à Ferencváros.
À partir du milieu des années 1950, le club d'Újpest a dû s'installer dans le Népstadion pour les grands matchs et la capacité importante de son stade n'était plus nécessaire pour des rencontres mineures. C'est la raison pour laquelle une piste a été aménagée dans le stade faisant baisser sa capacité à 32 000 places.
En 1968, le stade a bénéficié d'un éclairage, qui a été rénové en 1989. Aucune amélioration importante n'est à noter jusqu'en 1998 quand le club a rénové la tribune VIP et a remplacé les bancs par des sièges, à ses frais. 
La modernisation complète du stade ne s'est faite qu'en 2001. C'est depuis cette année que sa capacité officielle est de 13 501 places. C'est la rencontre entre la Macédoine et la Hongrie le 14 novembre 2001 qui a inauguré la nouvelle structure.

## Rencontres internationales
| Date             | Équipe locale | Score | Équipe visiteuse | Compétition        | Affluence |
| ---------------- | ------------- | ----- | ---------------- | ------------------ | --------- |
| 14 novembre 2001 | Hongrie       | 5 – 0 | Macédoine        | Amical             | 10 000    |
| 16 octobre 2002  | Hongrie       | 3 – 0 | Saint-Marin      | Élim. Euro 2004    | 8 000     |
| 30 avril 2003    | Hongrie       | 5 – 1 | Luxembourg       | Amical             | 1 200     |
| 8 septembre 2004 | Hongrie       | 3 – 2 | Islande          | Élim. Mondial 2006 | 7 000     |
| 30 mars 2005     | Hongrie       | 1 – 1 | Bulgarie         | Élim. Mondial 2006 | 13 000    |
| 3 septembre 2005 | Hongrie       | 5 – 0 | Malte            | Élim. Mondial 2006 | 7 000     |
| 12 octobre 2005  | Hongrie       | 0 – 0 | Croatie          | Élim. Mondial 2006 | 7 000     |
| 24 mai 2006      | Hongrie       | 2 – 0 | Nouvelle-Zélande | Amical             | 6 500     |
| 2 septembre 2006 | Hongrie       | 1 – 4 | Norvège          | Élim. Euro 2008    | 13 500    |
| 28 mars 2007     | Hongrie       | 2 – 0 | Moldavie         | Élim. Euro 2008    | 6 200     |
| 13 octobre 2007  | Hongrie       | 2 – 0 | Malte            | Élim. Euro 2008    | 10 000    |
| 31 mai 2008      | Hongrie       | 1 – 1 | Croatie          | Amical             | 10 000    |
| 7 septembre 2010 | Hongrie       | 2 – 1 | Moldavie         | Élim. Euro 2012    | 9 500     |

## Emplacement et accès
Le stade est situé dans le 4e arrondissement de Budapest, dans le quartier d'Újpest, sur Megyeri út.
Il est accessible grâce au réseau de transports en commun budapestois, par le métro ligne 3 jusqu'au terminus d’Újpest-Központ, puis : 
- par les bus 30 et 104 jusqu'à l'arrêt Baross utca.
- par le bus 196 jusqu'à Megyeri út.
- par le bus 147 jusqu'à Mildenberger út.